# Карандени (Бихор)
Карандени (рум. Cărăndeni) насеље је у Румунији у округу Бихор у општини Лазарени. Oпштина се налази на надморској висини од 279 m.

## Становништво
Према подацима из 2002. године у насељу је живело 207 становника, од којих су сви румунске националности.